# 香港酒店評級系統
香港酒店評級系統是由香港官方機構香港旅遊發展局實施，作為反映香港酒店質素及服務的指標。

## 概覽
系統將酒店分為四個不同級別：
- 甲級高價酒店（大約相等於坊間俗稱的「5星級或6星級酒店」）
- 乙級高價酒店（大約相等於坊間俗稱的「4星級酒店」）
- 中價酒店（大約相等於坊間俗稱的「3星級酒店」）
- 旅客賓館（大約相等於坊間俗稱的「2星級或1星級酒店」、「旅店」、「旅舍」、「賓館」）

## 釐定指標
評級乃根據五個主要指標的表現而釐定。
| 指標                | 比重 |
| ------------------- | ---- |
| 設施(A)             | 0.25 |
| 地點(B)             | 0.20 |
| 職員與客房的比例(C) | 0.20 |
| 實際房租(D)         | 0.20 |
| 商務組合(E)         | 0.15 |

上述指定的各項主要指標乃根據調查結果評分，而平均房租的分數則會根據每月酒店入住率的調查結果計算。

## 評級計算方式
酒店的綜合分數按以下公式計算得出，這些指標的比重是參考調查所得的酒店業意見，然後用於酒店分類制度：
{\displaystyle (A)(0.25)+(B)(0.20)+(C)(0.20)+(D)(0.20)+(E)(0.15)}
其後，根據得出的綜合分數，酒店會根據以下準則分為不同類別：
| 酒店類別     | 綜合分數                                             |
| ------------ | ---------------------------------------------------- |
| 甲級高價酒店 | 3.00 – 3.99                                          |
| 乙級高價酒店 | 2.00 – 2.99                                          |
| 中價酒店     | 1.00 – 1.99                                          |
| 旅客賓館     | 根據評級系統計算所得的綜合分數不適用於「旅客賓館」。 |

一般情況下，旅發局僅會將評級結果通知個別酒店，以供參考，並不會公開酒店的分數或類別，與其他由私人機構所設的評級系統（例如訂房網站、旅遊網站）所提供實用的參考結果，以便旅客安排行程及選擇住宿的做法有所不同。
香港旅遊發展局不會公開酒店的分類名單，卻會通知個別酒店所得的級別，酒店可參照香港旅遊發展局公佈的酒店業研究報告，將酒店的表現與其平均類別互作比較。